# Vuelo 256 de Intercontinental de Aviación
El vuelo 256 de Intercontinental de Aviación (RS256 / ICT256) era un vuelo programado desde el Aeropuerto Internacional El Dorado, Bogotá en un servicio al Aeropuerto Internacional Rafael Núñez, Cartagena y San Andrés. El 11 de enero de 1995, el McDonnell Douglas DC-9-14 que operaba el vuelo se estrelló durante su aproximación al aeropuerto de Cartagena, matando a todas menos una de las 51 personas a bordo. La única sobreviviente fue una niña de nueve años que sufrió heridas leves.

## Aeronaves y tripulación
El avión involucrado era un McDonnell Douglas DC-9-14 (número de serie - 45742, número de serie de fabricación - 26) que tuvo su vuelo inaugural el 15 de febrero de 1966 y se registró inicialmente como N8901E. Inicialmente, el avión estaba propulsado por dos motores Pratt & Whitney JT8D-7A, que desarrollaron 12,600 libras de empuje. El avión fue entregado a Eastern Air Lines el 26 de abril del mismo año. El 27 de abril de 1970, la aeronave fue arrendada a Delta Air Lines y fue devuelta a Eastern el 23 de abril de 1971. El 31 de mayo de 1979, la aeronave fue transferida a Texas International Airlines, que se fusionó con Continental Airlines en 1982. El 31 de octubre el mismo año, Continental Airlines nombró a la aeronave Ciudad de México. También en este último se actualizaron los motores, que se modificaron al modelo JT8D-7B. Además, la configuración de la cabina del avión se cambió a 83 asientos (8 asientos de primera clase y 75 asientos de clase económica). La aeronave permaneció registrada como N8901E. El 29 de abril de 1993, la aeronave fue transferida a Intercontinental de Aviación, donde se volvió a registrar como HK-3839X.  La aeronave tenía casi 29 años y tenía 65.084 horas de vuelo y 69.716 ciclos de despegue y aterrizaje en el momento del accidente. 
El capitán del vuelo 256 fue Andrés Patacón (39) y el primer oficial Luis Ríos (36). En la cabina había tres auxiliares de vuelo: Claudia Duarte, Dalia Mora y Zaida Tarazona. A bordo iban 47 pasajeros, todos colombianos

## Accidente
El vuelo estaba programado para salir a las 12:10 pero se retrasó debido a una falla en el vuelo anterior. El vuelo finalmente partió a las 18:45. La aeronave ascendió al nivel de vuelo (FL) 310 (31.000 pies (9.400 m)) a las 19:09. 
Durante la aproximación a Cartagena, el centro de control de tráfico aéreo en Barranquilla autorizó al vuelo 256 a descender a FL 140 (14,000 pies (4,300 m)) e informar al pasar el FL 200 (20,000 pies (6,100 m)) a las 19:26. La aeronave pasó por FL 200 a las 19:33. El último contacto por radio se produjo cuando el vuelo se despejó hasta los 8.000 pies (2.400 m). 
A las 19:38, la tripulación de una aeronave Cessna Caravan, que operaba el vuelo 209 desde Aerocorales, se puso en contacto con los controladores. La tripulación informó que habían visto las luces de un avión que descendía rápidamente, seguido de una explosión en el suelo. El avión impactó con el suelo en una laguna pantanosa cerca de María La Baja , a 56 km (35 millas; 30 millas náuticas) del aeropuerto de Cartagena. El avión explotó con el impacto y se rompió en tres partes. Murieron 51 personas: 46 de los 47 pasajeros y los 5 miembros de la tripulación. 
La única sobreviviente del accidente fue una niña de nueve años llamada Erika Delgado. Ella volaba con sus padres y su hermano menor, quienes murieron en el accidente. Las heridas de la niña fueron solo algunos golpes y moretones, siendo el más grave un brazo roto. Dijo que su madre sobrevivió al impacto inicial y la empujó a un lado en una pila de verduras para protegerla del fuego. La niña fue encontrada por uno de los vecinos que acudió corriendo al rescate. Explicó que hubo saqueos en el lugar del accidente y que uno de los saqueadores robó un collar que le dio su padre. El saqueo se confirmó más tarde y la niña pidió que le devolvieran el collar, pero no tuvo éxito. 

## Investigación
Desde que la tripulación del Cessna reportó una explosión, surgieron las primeras sospechas sobre un ataque terrorista, similar al bombardeo del vuelo 203 de Avianca en 1989 Sin embargo, los investigadores determinaron que el avión explotó cuando golpeó el suelo y no se encontraron rastros de explosivos. La causa probable del accidente fue un ajuste incorrecto del altímetro. El altímetro número 1 indicó 16.200 pies (4.900 m) en el impacto. El altímetro número 2 (el del copiloto) funcionaba con normalidad, pero sus luces no funcionaban, por lo que la tripulación no podía comparar sus lecturas. Otros factores contribuyentes fueron la falta de observación radar en el área y la pérdida de conocimiento de la situación por parte de la tripulación de vuelo (debido al clima despejado que los relaja), así como la capacitación insuficiente de las tripulaciones por parte de la aerolínea en esta situación. Además, no fue posible determinar si el sistema de alerta de proximidad al suelo funcionaba correctamente o la tripulación no pudo responder a tiempo.